# 171118 Szigetköz
171118 Szigetköz è un asteroide della fascia principale. Scoperto nel 2005, presenta un'orbita caratterizzata da un semiasse maggiore pari a 3,1622043 UA e da un'eccentricità di 0,1296249, inclinata di 1,97827° rispetto all'eclittica.